# Trichotropis insignis
Trichotropis insignis är en snäckart som beskrevs av Middendorff 1849. Trichotropis insignis ingår i släktet Trichotropis och familjen toppmössor. Inga underarter finns listade i Catalogue of Life.